# 1767 Lampland
1767 Lampland је астероид главног астероидног појаса чија средња удаљеност од Сунца износи 3,018 астрономских јединица (АЈ).
Апсолутна магнитуда астероида је 12,20.